# 田乡枪乌贼
田乡枪乌贼（学名：Loligo tagoi）为枪乌贼科枪乌贼属的动物。分布于日本群岛南部海域，包括东海、南海等海域，生活环境为海水，多生活于沿岸以及暖水。该物种的模式产地在日本土佐湾。